# Daleké Dušníky
Daleké Dušníky är en ort i Tjeckien.   Den ligger i regionen Mellersta Böhmen, i den centrala delen av landet, 40 km söder om huvudstaden Prag. Daleké Dušníky ligger 401 meter över havet och antalet invånare är 392.
Terrängen runt Daleké Dušníky är platt åt nordväst, men åt sydost är den kuperad. Terrängen runt Daleké Dušníky sluttar österut. Runt Daleké Dušníky är det ganska glesbefolkat, med 42 invånare per kvadratkilometer. Närmaste större samhälle är Příbram, 13,3 km väster om Daleké Dušníky. I omgivningarna runt Daleké Dušníky växer i huvudsak blandskog.